# Dominik Baumgartner (giocatore di football americano)
Dominik Baumgartner (27 novembre 2001) è un giocatore di football americano svizzero che gioca nel ruolo di linebacker per i Bern Grizzlies.